# 奧羅拉 (愛荷華州)
奧羅拉（英語：Aurora）是美国艾奥瓦州布坎南縣下轄的一个城市。面积为1.37平方公里，均为陆地。根据2010年美国人口普查数据，该地人口为185人。